# Arie Haan
Adrianus "Arie" Haan (Finsterwolde, Groninga, 16 de noviembre de 1948) es un ex-medio centro defensivo de los Países Bajos que ha jugado en varios clubes de la Eredivisie y de la liga belga. Además ha sido entrenador de múltiples equipos belgas, alemanes, griegos y selecciones nacionales.

## Biografía

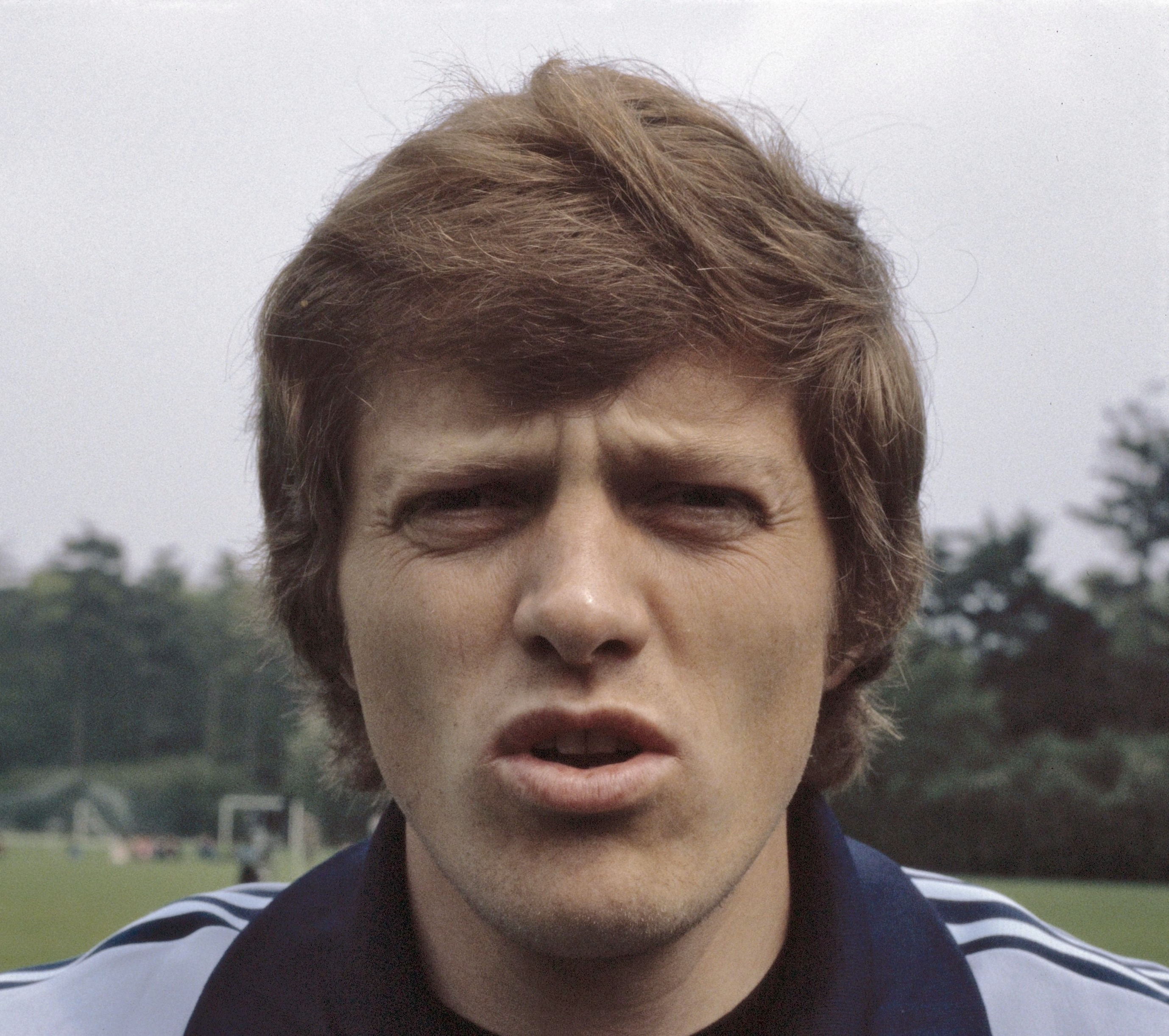
Haan en 1978.

Comenzó a jugar profesionalmente en el Ajax de Ámsterdam con el cual conquistó tres veces consecutivas la Copa de Europa desde los años 1971 hasta el año 1973. Además ganó la Copa Intercontinental en 1972 y la Supercopa de Europa en 1972 y 1973. También ganó tres ligas de los Países Bajos y la Copa de los Países Bajos desde 1970 hasta 1972. En 1970 se adjudicó el doblete y en 1972 el triplete.
En 1975 fichó por el Anderlecht y ganó la Recopa de Europa en dos ocasiones, 1976 y 1978. Además estos dos años se adjudicó nuevamente la Supercopa de Europa. En 1977 también disputaron la final pero fueron derrotados por el Hamburgo SV. Ganó la Copa de Bélgica en 1976 y la Primera División de Bélgica en 1981. Ese año fichó por el Standard de Lieja con el que ganó dos ligas y además la Supercopa de Bélgica en 1982.
Con la Selección de fútbol de los Países Bajos disputó 35 partidos, jugó 2 mundiales y anotó 6 goles, 2 de ellos en el Mundial del 78.  Fue subcampeón del mundo en Alemania 74 y Argentina 78. El 18 de junio de 1978, los Países Bajos se enfrentaban a Alemania en la segunda ronda de la Copa del Mundo. Los germanos se habían adelantado en el marcador gracias a Abramczik a los 3 minutos, pero Haan puso el empate con un disparo fulminante de 30 metros que dejó parado al portero, Sepp Maier. Al final el partido acabó 2-2. Tres días después ante Italia su compañero Ernie Brandts abrió el marcador con un autogol a los 18 minutos. A los 50 el propio Brandts empató, y a los 75, Haan marcó su segundo gol del campeonato. El partido se jugó en el Monumental de River. 
Como entrenador ha ganado la liga de Bélgica en dos ocasiones, 1985/86 y 1986/87, con el Royal Sporting Club Anderlecht. Además ha sido el entrenador del Royal Antwerp FC, del VfB Stuttgart, del 1. FC Nürnberg, del Standard de Lieja, del PAOK Salónica FC, del Feyenoord Rotterdam, del AC Omonia, del FK Austria Viena, de la Selección de fútbol de China, del Persépolis FC, de la Selección de fútbol de Camerún y por último de la Selección de fútbol de Albania en la que comenzó en enero de 2008 y abandonó en abril de 2009.

## Participaciones en Copas del Mundo
| Mundial                        | Sede                | Resultado  | Partidos | Goles |
| ------------------------------ | ------------------- | ---------- | -------- | ----- |
| Copa Mundial de Fútbol de 1974 | Alemania Occidental | Subcampeón | 7        | 0     |
| Copa Mundial de Fútbol de 1978 | Argentina           | Subcampeón | 7        | 2     |

## Palmarés

### Como jugador

#### Torneos nacionales
| Título                        | Club           | País         | Año     |
| ----------------------------- | -------------- | ------------ | ------- |
| Eredivisie                    | AFC Ajax       | Países Bajos | 1969-70 |
| Copa de los Países Bajos      | AFC Ajax       | Países Bajos | 1969-70 |
| Copa de los Países Bajos      | AFC Ajax       | Países Bajos | 1970-71 |
| Copa de los Países Bajos      | AFC Ajax       | Países Bajos | 1971-72 |
| Eredivisie                    | AFC Ajax       | Países Bajos | 1971-72 |
| Eredivisie                    | AFC Ajax       | Países Bajos | 1972-73 |
| Copa de Bélgica               | RSC Anderlecht | Bélgica      | 1975-76 |
| Primera División Belga        | RSC Anderlecht | Bélgica      | 1980-81 |
| Primera División Belga        | Standard Liège | Bélgica      | 1981-82 |
| Primera División Belga        | Standard Liège | Bélgica      | 1982-83 |
| Primera División de Hong Kong | Seiko SA       | Hong Kong    | 1984-85 |
| Copa Viceroy                  | Seiko SA       | Hong Kong    | 1984-85 |

#### Torneos internacionales
| Título                | Club           | Sede         | Año     |
| --------------------- | -------------- | ------------ | ------- |
| Liga de Campeones     | AFC Ajax       | Inglaterra   | 1970-71 |
| Liga de Campeones     | AFC Ajax       | Países Bajos | 1971-72 |
| Supercopa de la UEFA  | AFC Ajax       | Países Bajos | 1972    |
| Copa Intercontinental | AFC Ajax       | Países Bajos | 1972    |
| Liga de Campeones     | AFC Ajax       | Yugoslavia   | 1972-73 |
| Supercopa de la UEFA  | AFC Ajax       | Suiza        | 1973    |
| Recopa de la UEFA     | RSC Anderlecht | Bélgica      | 1975-76 |
| Supercopa de la UEFA  | RSC Anderlecht | Bélgica      | 1976    |
| Recopa de la UEFA     | RSC Anderlecht | Francia      | 1977-78 |
| Supercopa de la UEFA  | RSC Anderlecht | Inglaterra   | 1978    |

### Como entrenador

#### Títulos nacionales
| Título                 | Club                 | País    | Año     |
| ---------------------- | -------------------- | ------- | ------- |
| Primera División Belga | RSC Anderlecht       | Bélgica | 1985-86 |
| Copa de Bélgica        | Standard Liège       | Bélgica | 1992.93 |
| Copa de China          | Tianjin Jinmen Tiger | China   | 2011    |